# The Albert
The Albert (deutsch: Der Albert), ehemals Griswold Building, ist ein ehemaliges Bürogebäude, das nach dem Architekten Albert Kahn benannt ist und sich in der Griswold Street 1214 in Downtown Detroit, Michigan, befindet. Es wurde 1980 in das National Register of Historic Places aufgenommen und ist Teil des Capitol Park Historic District. Im Jahr 2014 wurde es zu Wohnungen umgebaut.

## Geschichte
Das Griswold Building wurde 1929 als Bürogebäude am ehemaligen Standort des Miles Theatre erbaut und später in den 1980er Jahren zu einem Wohnhaus für Senioren umgebaut.
The Albert wurde im Herbst 2014 renoviert. Im Zuge der Renovierung wurden die HUD Section-8-Seniorenwohnungen des Gebäudes in 127 Wohnungen zu Marktpreisen umgewandelt und im ersten Stock des Gebäudes wurden 14.000 Quadratmeter Einzelhandelsfläche eingerichtet.

## Beschreibung
The Albert ist 12 Stockwerke hoch und verfügt über 127 Einheiten/Zimmer. Das Hochhaus wurde von Albert Kahn im Stil der Art Moderne entworfen und ist ein bedeutendes Beispiel für den Übergang des Architekten vom Art Deco zur Art Moderne. Die Fassade ist in zwei Abschnitte unterteilt: einen unteren, dreigeschossigen Teil, der mit Kalkstein verkleidet und in neun Erker unterteilt ist, und einen oberen, neungeschossigen Teil aus Backstein mit fünf von der Hauptfassade zurückgesetzten Mittelerkern.